# アレクサンドル・アレクサンドロヴィチ
アレクサンドル・アレクサンドロヴィチ（Александр Александрович, 1869年6月7日 - 1870年5月2日）は、ロシア皇帝アレクサンドル3世とその妻マリヤ・フョードロヴナ皇后の間の第2子、次男。ロシア大公の称号を有した。出生時、父アレクサンドル3世は祖父アレクサンドル2世のツェサレーヴィチであった。アレクサンドル・アレクサンドロヴィチは、出生時から兄ニコライに次いで帝位継承順位第3位であった。
1870年、1歳の誕生日を迎える前に髄膜炎が原因で亡くなった。